# Cerro Ramada
El cerro Ramada és una muntanya de la serralada de la Ramada, una secció de la gran serralada dels Andes. Es troba a l'Argentina, a la província de San Juan i el seu cim s'alça fins als 6.384 msnm.
La primera ascensió va tenir lloc el 9 de febrer de 1934 per part del líder d'una expedició polonesa, Konstanty Narkiewicz-Jodka. Al cim hi aixecà un cairn.